# Малый стриж
Малый стриж (лат. Apus affinis) — вид птиц из семейства стрижиных (Apodidae). Обитают в Африке и Азии. Большую часть жизни проводят в полёте, питаясь насекомыми. Гнёзда строят в отверстиях зданий или на скалах. В кладке 1-4 яйца. На одно и то же место для размножения возвращаются каждый год, при необходимости восстанавливая гнездо. В Индии в гнезде этих птиц были найдены паразиты вида Cimex hemipterus.
Международный союз орнитологов относит вид к роду стрижей и выделяет 6 подвидов.
То, что ранее считалось восточной популяцией вида, ныне рассматривается как отдельный вид — Apus nipalensis.